# Pedro de Larraondo
Pedro de Larraondo o Pedro de La Randa fue un marino y después corsario nacido en Bilbao. 

## Biografía
Larraondo se dedicaba a transportar mercancías con destino a diferentes países europeos y del Próximo Oriente para la compañía de unos comerciantes de Brujas, los Alberti, con sede en Florencia. Hay constancia de que se dedicó a este trabajo de forma legal desde 1395. Sin embargo, se desconoce porqué cambió la honrada vida de marino por la de corsario.

Según relataba el veneciano Emmanuel Piloti —cónsul  de Venecia en Alejandría en aquella época—, en su «Traité D'Emmanuel Piloti Sur Le Passage en Terre Sainte» (1420). En 1402, Larraondo apresó una nave en aguas de Chipre, con un valioso cargamento, además de ciento cincuenta musulmanes que vendió en el ducado del Archipiélago a Jacopo Crispo. Se supone que fue entonces cuando empezó su actividad ilegal.

El desencadenante de tal cambio pudo tener su origen en 1398 cuando, estando atracada una de sus naves en el puerto de Cartagena, perdió nave y carga a manos del corsario Lope Barata. 
Durante los primeros once años de ese agitado siglo XV, en el que las flotas de los diversos reinos que se asomaban al Mediterráneo, además de piratas y corsarios, surcaban el mar pacífica y no tan pacíficamente, Larraondo continuó su actividad de corso. Finalmente, fue capturado en 1411.

## Captura
Existen dos versiones del final de Larraondo.
La primera según Piloti, dice que fue capturado, posiblemente por la flota catalana, entregado al sultán de Egipto —con el que tenía una vieja cuenta pendiente por aquellos ciento cincuenta musulmanes robados—, y ejecutado.

La segunda, el relato de Pero Tafur, caballero cordobés de la corte de Juan II, aficionado a viajar por placer, difiere bastante. Según cuenta en su libro Andanças é Viajes de Pero Tafur por diversas partes del mundo avidos (1435-1439) Larraondo fue capturado por una nave mora que después fue tomada por un corsario catalán, quien al reconocer al famoso cautivo le propuso asociarse con él. El corsario bilbaíno accedió, a condición de «que siempre la guerra se fiziesse a los moros e nunca a los christianos, por quél lo teníe jurado».  Tras un tiempo de fructífera sociedad capturando navíos moros, ambos corsarios cayeron en una batalla y fueron entregados al sultán, quien les ofreció el perdón a cambio de su conversión al Islám. 
Tafur escribió en su libro de viajes lo que el trujamán del sultán le relató:

...El Soldan le dixo,que en pago de aquello, é porque paresçiese la justicia de Dios, que renegase la fé é conosçiese el mal queavía fecho, tornándose moro, é le perdonaría é faría merçedes; él respondió, que non le podía é fazer tanto debien quanto él faríe mal en perder el ánima. El Soldan luégo mandólos asserrar por la cabeça entramos á dos;el catalan dixo que quería ser moro; e Pedro de la Randa, quando aquello vido, apartó al Soldan é díxole:señor, yo me tornaré moro, si tu me vengas en fazer matar á este mi compañero; el Soldan dixo que le plaçíe; é luégo Pedro de la Randa dixo al catalan aparte: amigo, ya no estamos en partido de salvar la vida, puestoque renegemos la fé, el Soldan a deliberado de nos mandar matar, é pues ansí es, rescivamos este martyrio por Dios en descuento de nuestros pecados. El catalan dixo que era muy bien dicho é le plazie, é luego en conti-nente el catalan resçibió la muerte. É el Soldan dixo á Pedro de la Randa; ya he cumplido lo que tú me dixiste, agora tú cumple lo que prometíste; él le respondió, Soldan, yo non lo fize sinon á fin de salvar el ánima de micompañero, que sentí en él tanta flaqueza, que por miedo se queríe renegar, agora faz de mí lo que por bientovieres. El Soldan le dixo: tu servirme as bien, é farás lo que te yo mandare, é andarás conmigo en las gue-rras, é darte e la vida; respondió, si non las ovieres contra los xpistianos; el Soldan dixo: yo te prometo de nun-ca te poner en guerra contra los xpistianos, é de te fazer governador de los xpianos que tengo, é de te fazer muchas merçedes, é tú sírveme lealmente; é él gelo prometió; é luégo le mandó asentar casa é dar gente quelo sirvíese é mantenimientos; é llamó á un almiralle suyo é encomendógelo; é dizíe, que quando se partió del Soldan para deçenderse á la çibdat, que le bolvió á llamar el Soldan é dixo: mando que den al xpiano tantovino para él é para su casa quanto oviere menester, porque non falle mengua de su tierra. Esto me contó elTrujaman que lo avía visto, por magnificar á su señor el Soldan, é por me fazer plaçer en dezir bien de caste-llano, pues quél lo era tambien. 

É murió aquel Soldan, é fizieron otro, el qual luégo embió por aquel cavallero que tenía en cargo á Pedro dela Randa, é mandó que gelo truxesen allí con entençion de lo matar; el cavallero fuyó con él é metióse en unlugar, é allí el Soldan lo cercó é lo tomó á él é á Pedro de la Randa, é mandóle que renegase la fé é se tornasemoro, é Pedro de la Randa, non lo queriendo fazer, fué asserrado por la cabeça é los xpistianos lo levaron áenterrar á una yglesia que está en Babylonia, que dizen Santa Martha, é oy faze miraglos»

Según la investigadora e historiadora medievalista María Teresa Ferrer i Mallol, la versión de Piloti coincide más que la de Tafur con la documentación existente. El hecho de que en sus correrías atacara lo mismo a catalanes que a moros no hace muy verosímil el que pudiera aceptar la alianza con un catalán tras su captura. Sin embargo, no se descarta que antes de su ejecución pudiera haber servido al sultán durante un tiempo.
Tampoco la iglesia de Santa Marta en el Cairo, donde Tafur cuenta que fue enterrado, existió. Podría ser la iglesia copta de Santa María de la Cava, en opinión de P.H Dopp.